# Dendrochilum apoense
Dendrochilum apoense är en orkidéart som beskrevs av Tamotsu Hashimoto. Dendrochilum apoense ingår i släktet Dendrochilum och familjen orkidéer. Inga underarter finns listade i Catalogue of Life.